# 공주시 (1996년 선거구)
공주시는 대한민국의 옛 국회의원 선거구이다. 당시 충청남도 공주시 지역을 관할했다.

## 역사
1995년 1월 1일을 기해 공주시가 공주군과 통합하여 통합 공주시가 출범되었다. 이에 대한민국 제15대 국회의원 선거를 앞두고 공주시·공주군 선거구가 공주시 선거구로 개편되면서 신설되었다. 
대한민국 제16대 국회의원 선거를 앞둔 상황에서 인구 하한선 미달로 인하여 공주시 선거구가 연기군 선거구와 함께 공주시·연기군 선거구를 형성하게 되면서 폐지되었다.

## 역대 국회의원
| 선거   | 정당 | 정당         | 의원   |
| ------ | ---- | ------------ | ------ |
| 1996년 |      | 자유민주연합 | 정석모 |

## 역대 선거 결과

### 대한민국 제15대 국회의원 선거
|  | 49.94% |

|  | 26.19% |

|  | 20.31% |

|  | 3.54% |